# قديمة الأجنحة
'قديمة الأجنحة (الاسم العلمي: Palaeoptera) هي صنف من الحشرات وينطبق تقليديًا على مجموعات سلالية من الحشرات المجنحة (انقرض معظمها) التي افتقرت إلى القدرة على إعادة طي أجنحتها على بطنها مثلما تفعل الحشرات حديثة الأجنحة. وتشير تعقيدات آلية طي الأجنحة، بالإضافة إلى الحركة الميكانيكية للأجنحة أثناء الطيران (عضلات الطيران غير المباشرة)، وتشير بوضوح إلى أن حشرات حديثة الأجنحة من السلالة أحادية العرق. ونجحت الديافانوبتيروديا (Diaphanopterodea) وهي حشرات قديمة الأجنحة في أن تطور بشكل مستقل ومميز في آلية مختلفة لطي الأجنحة.
تكمن المشكلة في أن غياب تقارب أشكال طي الأجنحة لا يعني بالضرورة تكوين حشرات البالايوبترا لمجموعة طبيعية - فربما تكون مجرد مجموعة تتضمن كافة الحشرات، وثيقة الصلة أو لا، التي "ليست من نوع البالايوبترا"، وهذا مثال على صنف سلة المهملات. وهكذا، فإن العلاقة بين مجموعتي البالايوبترا الموجودتين حاليًا - إيفيميروبتيرا (ذباب مايو) والرعاشات (اليعسوبيات وحشرات الرعاش الصغيرة) - والحشرات حديثة الأجنحة لم يتم حسمها بعد، فهناك ثلاث فرضيات رئيسية متناقضة بينها اختلافات متعددة. وفي اثنتين من هذه الفرضيات، تجد هؤلاء الذين يتعاملون مع سلالة الزوليات أو الرعاشات باعتبارها أقرب للحشرات حديثة الأجنحة عن حشرات "البالايوبترا"، وتبدو حشرات البالايوبترا شبه عرق.
إذا تم وضع السلالات المنقرضة في الاعتبار، فمن المرجح في النهاية استبعاد مفهوم البالايوبترا أو تغيير محتواه حتى يصبح أكثر قدرة على عكس تطور الحشرات. وعلى أي حال، فقد تم تحديد ثلاث سلالات بالايوبترا رئيسية، كانت تُعامل تقليديًا على أنها فوق رتب. ومن بين هذه السلالات، يمكن أيضًا أن تكون فوق رتبة بالايوديكتيوبتيرويدا نفسها مجموعة شبه عرقية مكونة من جناحيات قاعدية جدًا.

## أصناف
- مسننات جناحية

## الحواشي
- Maddison, David R. (2002): Tree of Life Web Project - Pterygota. Winged insects. Version of 2002-JAN-01. Retrieved 2008-DEC-15.
- Trueman, John W.H. [2008]: Tree of Life Web Project- Pterygote Higher Relationships. Retrieved 2008-DEC-15.
- Trueman, John W.H. & Rowe, Richard J. (2008): Tree of Life Web Project &- Odonata. Dragonflies and damselflies. Version of 2008-MAR-20. Retrieved 2008-DEC-15.